# Stromboscerinae
Stromboscerinae (лат.) — подсемейство жуков-трубконосиков. Это небольшая и недостаточно изученная группа Dryophthoridae (современная классификация относит их к трибе Stromboscerini подсемейства Dryophthorinae семейства долгоносиков). Это небольшие жуки, которые живут преимущественно в сваленных стволах деревьев и в подстилке. Жуки этого подсемейства имеют косо срезанную вершину булавы усиков. Много видов бескрылые и имеют редуцируемые органы зрения, которые иногда могут состоять лишь из нескольких фасеток. Некоторые виды имеют развитые крылья, в этом случае глаза у них большие, но смещенные книзу и соединены на нижней стороне головы, образуя один непарный глаз. Этот признак является общим для большинства представителей семейства Dryophthoridae. Представители подсемейства встречаются в Юго-Восточной Азии, Африке, Мадагаскаре и Австралии.

## Классификация
- Allaeotes Pascoe, 1885
- Besuchetiella Osella, 1974
- Dexipeus Pascoe, 1885
  - Dexipeus krasilnikovi
- Dryophthoroides Roelofs, 1879
- Nephius Pascoe, 1885
- Orthosinus Motschulsky, 1863
- Parasynnommatus Voss, 1956
- Stromboscerus Schönherr, 1838
- Synommatoides Morimoto, 1978
- Synommatus Wollaston, 1873
- Tasactes Faust, 1894
- Tetrasynommatus Morimoto, 1985